# NHL 1925/1926
Sezóna 1925/1926 byla 9. sezonou NHL. Vítězem NHL se stal tým Montreal Maroons, který následně ve finále Stanley Cupu porazil vítěze WHL - Victoria Cougars a získal tak i Stanley Cup.
Před sezonou byl rozpuštěn tým Hamilton Tigers. Nově se zúčastnily týmy New York Americans a Pittsburgh Pirates.

## Konečná tabulka základní části
| Tým                  | Z  | V  | P  | R | B  | VG | IG  |
| -------------------- | -- | -- | -- | - | -- | -- | --- |
| Ottawa Senators      | 36 | 24 | 8  | 4 | 52 | 77 | 42  |
| Montreal Maroons     | 36 | 20 | 11 | 5 | 45 | 91 | 73  |
| Pittsburgh Pirates   | 36 | 19 | 16 | 1 | 39 | 82 | 70  |
| Boston Bruins        | 36 | 17 | 15 | 4 | 38 | 92 | 85  |
| New York Americans   | 36 | 12 | 20 | 4 | 28 | 68 | 89  |
| Toronto St. Patricks | 36 | 12 | 21 | 3 | 27 | 92 | 114 |
| Montreal Canadiens   | 36 | 11 | 24 | 1 | 23 | 79 | 108 |

## Play off o vítězství v NHL

### Semifinále
| Pittsburgh Pirates (3) vs. Montreal Maroons (2)          | Pittsburgh Pirates (3) vs. Montreal Maroons (2) | Pittsburgh Pirates (3) vs. Montreal Maroons (2) | Pittsburgh Pirates (3) vs. Montreal Maroons (2) | Pittsburgh Pirates (3) vs. Montreal Maroons (2) | Pittsburgh Pirates (3) vs. Montreal Maroons (2) |
| Datum                                                    | Domácí                                          | Domácí                                          | Hosté                                           | Hosté                                           |                                                 |
| -------------------------------------------------------- | ----------------------------------------------- | ----------------------------------------------- | ----------------------------------------------- | ----------------------------------------------- | ----------------------------------------------- |
| 8. března                                                | Montreal Maroons                                | 3                                               | 1                                               | Pittsburgh Pirates                              |                                                 |
| 11. března                                               | Pittsburgh Pirates                              | 3                                               | 3                                               | Montreal Maroons                                |                                                 |
| Montreal zvítězil celkově 6:4 a postoupil do finále NHL. |                                                 |                                                 |                                                 |                                                 |                                                 |

### Finále
| Montreal Maroons (2) vs. Ottawa Senators (1)                      | Montreal Maroons (2) vs. Ottawa Senators (1) | Montreal Maroons (2) vs. Ottawa Senators (1) | Montreal Maroons (2) vs. Ottawa Senators (1) | Montreal Maroons (2) vs. Ottawa Senators (1) | Montreal Maroons (2) vs. Ottawa Senators (1) |
| Datum                                                             | Domácí                                       | Domácí                                       | Hosté                                        | Hosté                                        |                                              |
| ----------------------------------------------------------------- | -------------------------------------------- | -------------------------------------------- | -------------------------------------------- | -------------------------------------------- | -------------------------------------------- |
| 25. března                                                        | Ottawa Senators                              | 1                                            | 1                                            | Montreal Maroons                             |                                              |
| 27. března                                                        | Montreal Maroons                             | 1                                            | 0                                            | Ottawa Senators                              |                                              |
| Montreal zvítězil celkově 2:1 a postoupil do finále Stanley Cupu. |                                              |                                              |                                              |                                              |                                              |

## Ocenění
| Prince of Wales Trophy:    | Montreal Maroons               |
| Hart Memorial Trophy:      | Nels Stewart, Montreal Maroons |
| Lady Byng Memorial Trophy: | Frank Nighbor, Ottawa Senators |

## Finále Stanley Cupu

### Účastníci
- Montreal Maroons - vítěz NHL 1925/1926
- Victoria Cougars - vítěz WHL 1925/1926

### Zápasy
Všechna utkání se hrála na stadionu Montreal Forum.
| Montreal Maroons vs. Victoria Cougars                 | Montreal Maroons vs. Victoria Cougars | Montreal Maroons vs. Victoria Cougars | Montreal Maroons vs. Victoria Cougars | Montreal Maroons vs. Victoria Cougars |
| Datum                                                 | Domácí                                | Domácí                                | Hosté                                 | Hosté                                 |
| ----------------------------------------------------- | ------------------------------------- | ------------------------------------- | ------------------------------------- | ------------------------------------- |
| 30. března                                            | Victoria Cougars                      | 0                                     | 3                                     | Montreal Maroons                      |
| 1. dubna                                              | Victoria Cougars                      | 0                                     | 3                                     | Montreal Maroons                      |
| 3. dubna                                              | Victoria Cougars                      | 3                                     | 2                                     | Montreal Maroons                      |
| 6. dubna                                              | Victoria Cougars                      | 0                                     | 2                                     | Montreal Maroons                      |
| Montreal zvítězil 3:1 na zápasy a získal Stanley Cup. |                                       |                                       |                                       |                                       |